# Вильдганс, Антон
Антон Вильдганс (нем. Anton Wildgans; 17 апреля 1881, Вена, Австро-Венгрия, — 3 мая 1932, Мёдлинг, Австрия) — австрийский поэт, драматург и театральный деятель.

## Биография
Сын чиновника. Окончил юридический факультет Венского университета. Ученик Вильгельма Иерузалема. В 1908 году получил степень доктора юриспруденции; в 1909—1911 работал следователем полиции, затем — свободный писатель.
В 1921—1922 и в 1930—1931 годах был директором венского Бургтеатра.

## Творчество

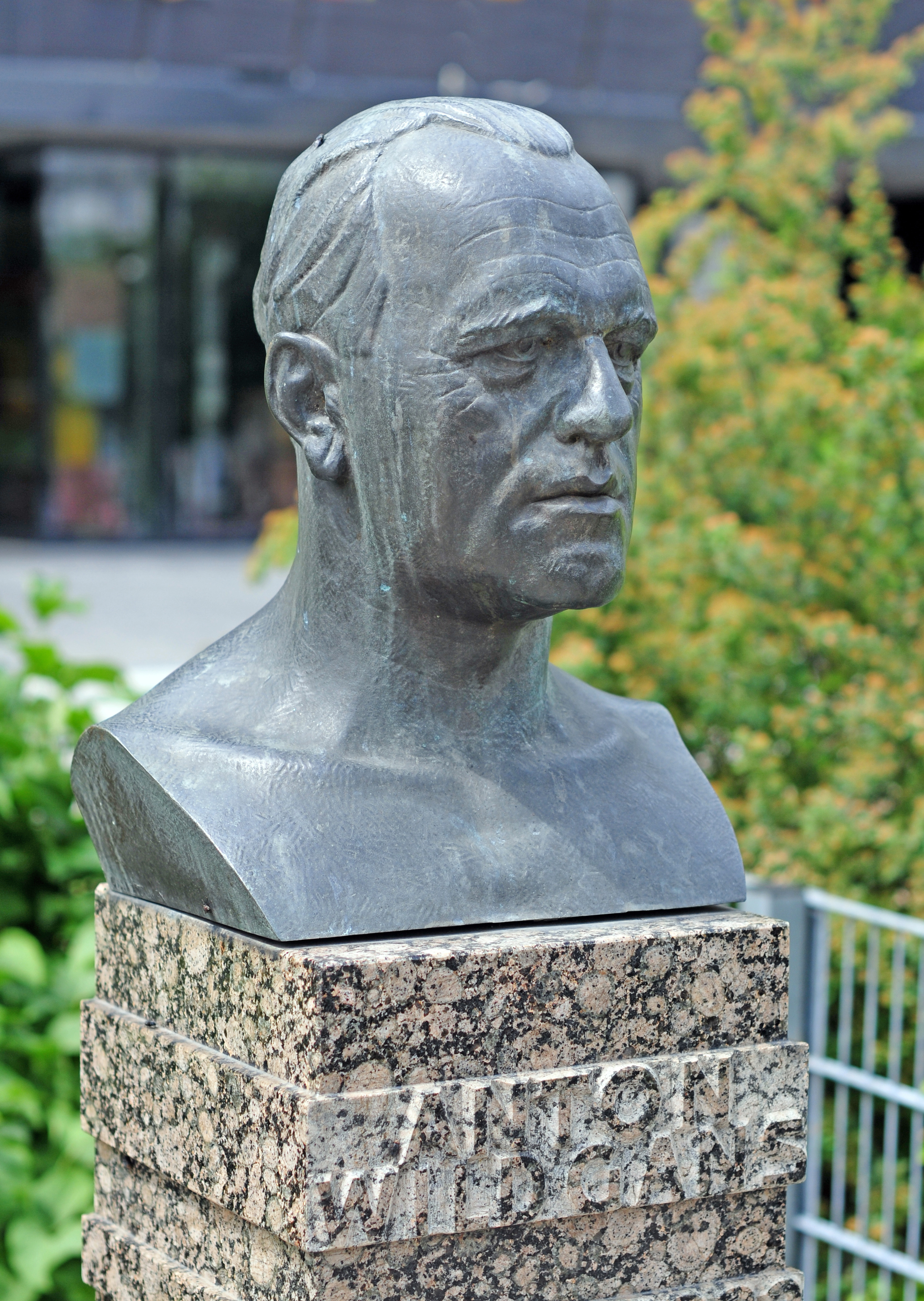
Бюст А. Вильдганса в Вене

В начале творчества находился под влиянием Г. фон Гофмансталя и Р. Рильке. С 1903 опубликовал 19 сборников стихотворений, со временем преодолев творческую зависимость от них и эклектически соединяя натуралистическую и импрессионистскую образность с элементами экспрессионизма. В раннем поэтическом творчестве Вильдганса близость к экспрессионизму проявилась в антибуржуазной направленности и выборе тематики (эротические и социальные сюжеты), а также особенностях их разработки (пафос сострадания всем обездоленным, призывы к всечеловеческому братству, вера в новое будущее, в том числе и с помощью возрожденной религии), в попытках обновления ритмики, языка и характера образности (монтаж зрительно-живописных метафор, ритмическое подчеркивание апокалиптических предчувствий, «перетекание» натуралистических картин в символические).
Более отчётливо связь с экспрессионизмом заметна в сборниках «Осень-весна» (Herbstfrьhling", 1909), «Австрийские стихотворения» («Österreichische Gedichte», 1915), «Полдень» («Mittag», 1917), «Венские стихотворения» («Wiener Gedichte», 1926). Но некоторые драматические произведения Вильдганса четко вписываются в контекст экспрессионизма: «Бедность» («Armut», 1914); «Любовь» («Liebe», 1916). Сохраняя черты натурализма и символизма, Вильдганс создает австрийский вариант экспрессионистской драмы.
Более поздние его произведения написаны в духе реализма и неоромантизма, драмы Вильдганса посвящены, в основном, повседневной жизни. Наибольший сценический успех выпал на долю трагедии «День гнева» («Dies irae», 1918, поставлена в Вене, 1919),
В лирике А. Вильдганса выделяется тема любви (сборники «С дороги», 1903, «И не ведайте любви», 1911, «Сонеты», 1913). Социальный пафос отличает сборники «Осень-весна» (1909), «Австрийские стихи» (1914), «Венские стихи» (1926) и другие, а также пьесы «Бедность» (1914), «Любовь» (1916), «Dies irae» (1918).
Он автор антимилитаристского сатирического эпоса «Кирбиш, или Жандарм, позор и счастье» («Kirbisch oder der Gendarm, die Schande und das Glück», 1927), где изображена жизнь австрийской деревни после Первой мировой войны.
Был решительным сторонником независимости Австрии. Выдвигался на получение нобелевской премии мира, но 3 мая 1932 года умер от сердечного приступа в своём рабочем кабинете. Похоронен на Центральном кладбище Вены.
Отец Фридриха Вильдганса, кларнетиста, композитора и музыкального писателя.

## Память
- В честь А. Вильдганса в 3-м районе Вены назван жилой комплекс Wildganshof.
- В 1957 году почта Австрии выпустила марку с изображением поэта, посвящённую 25-летию со дня смерти Антона Вильдганса.
- В 1962 году учреждена Литературная премия имени Антона Вильдганса. Присуждается молодым австрийским авторам. С 2010 года существует под названием "Литературная премия Австрийской промышленности - Антон Вильдганс" ("Literaturpreis der Österreichischen Industrie - Anton Wildgans").[1]
- В 1981 году в Австрии была выпущена в оборот юбилейная монета номиналом 500 шиллингов, посвящённая 100-летию со дня его рождения.